# Bordj El Amir Khaled
Bordj El Amir Khaled é um distrito localizado na província de Aïn Defla, no norte da Argélia.[carece de fontes?] Sua capital é Bordj Emir Khaled.

## Municípios
O distrito está dividido em três municípios:
- Bordj Emir Khaled
- Bir Ould Khelifa
- Tárique ibne Ziade